# Szürke mézevő
A szürke mézevő (Conopophila whitei) a madarak osztályának verébalakúak (Passeriformes) rendjébe és a mézevőfélék (Meliphagidae) családjába tartozó faj.

## Rendszerezése
A fajt Alfred John North ausztráliai ornitológus írta le 1910-ben, a Lacustroica nembe Lacustroica whitei néven. Egyes szervezetek jelenleg is ide sorolják.

## Előfordulása
Ausztrália területén honos. Természetes élőhelyei a szubtrópusi és trópusi cserjések és szavannák, valamint vidéki kertek. Kóborló faj.

## Megjelenése
Testhossza 10-13 centiméter, testtömege 7-11 gramm.

## Életmódja
Főként ízeltlábúakkal és nektárral táplálkozik, de néha gyümölcsöt is fogyaszt.

## Természetvédelmi helyzete
Az elterjedési területe rendkívül nagy, egyedszáma viszont csökken, de még nem éri el a kritikus szintet. A Természetvédelmi Világszövetség Vörös listáján nem fenyegetett fajként szerepel.